# Pseudochondrostoma polylepis
Pseudochondrostoma polylepis, conhecida pelos nomes comuns de boga-comum ou boga-dos-rios, é uma espécie de peixe endémica da Península Ibérica.